# Friedrich Daniel Sanio
Friedrich Daniel Sanio (* 10. April 1800 in Königsberg i. Pr.; † 25. Februar 1882 in Halle (Saale)) war ein deutscher Rechtswissenschaftler an der Albertus-Universität Königsberg.

## Leben
Sanio studierte Rechtswissenschaft in Königsberg und wurde 1827 von der Juristischen Fakultät promoviert. 1828 habilitierte er sich für Strafrecht, Handelsrecht und Wechselrecht. 1831 wurde Sanio zunächst zum a.o. Professor, im März 1832 zum o. Professor an der Universität Königsberg ernannt. Nachdem er 1874 emeritiert worden war, siedelte er 1875 nach Halle über, wo er sieben Jahre später starb. Er vertrat später an Heinrich Eduard Dirksens Stelle Römisches Recht, namentlich Rechtsgeschichte.
Zwischen 1835 und 1864 war Sanio mehrfach Rektor der Albertina, unter anderem während der Deutschen Revolution 1848/49.

## Werke
- Zur Geschichte der römischen Rechtswissenschaft. Ein Prolegomenon, Königsberg 1858 (Nachdruck Napoli 1981).
- Das Fragment des Pomponius de origine iuris. Ein Beitrag zur sachlich-historischen Kritik desselben, Leipzig 1867.
- Zur Erinnerung an Heinrich Eduard Dirksen, Leipzig 1870.
- H. E. Dirksen. Hinterlassene Schriften zur Kritik und Auslegung der Quellen römischer Rechtsgeschichte und Alterthumskunde, 2 Bände, Leipzig 1871 (Nachdruck Leipzig 1973).